# Ralph Lauren
Ralph Lauren (ur. jako Ralph Lifshitz 14 października 1939 w Nowym Jorku) – amerykański projektant mody, filantrop. Twórca marek: Polo, Ralph Lauren for Men, Ralph Lauren for Women, Ralph Lauren Home, Double RL, Rugby, Ralph Lauren Collection, Ralph Lauren Purple Label Menswear, Ralph Lauren Black Label, Ralph Lauren Pink Pony, Ralph Lauren Tennis, Ralph Lauren Golf oraz RLX.

## Życiorys
Urodził się w nowojorskim Bronksie. Jest synem polskich imigrantów Friedy i Franka Lifshitzów. W nowojorskim City College rozpoczął studia, które wkrótce porzucił. W latach 1962–1964 odbył służbę wojskową. W 1964 poślubił Ricky Loew-Beer, z którą ma trójkę dzieci. W 1968 założył firmę Polo Fashions. W 1980 jego kolekcje zdobyły uznanie i popularność. Od tego czasu zaczął tworzyć także kolekcje dla kobiet. Kosmetyki marki Ralph Lauren należą do francuskiej grupy L’Oréal.
Ralph Lauren ustąpił ze stanowiska dyrektora generalnego firmy we wrześniu 2015, ale pozostaje jej prezesem wykonawczym i dyrektorem kreatywnym. W 2016 Forbes wycenił jego majątek na 6,1 mld USD – jest 233. najbogatszym człowiekiem na świecie oraz 79. w Stanach Zjednoczonych.

## Nagrody i wyróżnienia
W 2010 został kawalerem francuskiej Legii Honorowej, odznaczony przez prezydenta Republiki Nicolasa Sarkozy’ego. Uroczystość odbyła się w Paryżu.
W 2025 prezydent Stanów Zjednoczonych Joe Biden odznaczył go Prezydenckim Medalem Wolności.